# Die Pariserin
Die Pariserin (La parigina) op. 238, è una polka francese di Johann Strauss (figlio).
Quasi diciannove anni prima di scrivere la Pariser-Polka op. 382, Johann Strauss compose un'altra polka, al fine di glorificare le meraviglie della capitale francese: la parigina. 
Anche se nel 1860, quando il lavoro venne scritto, Johann non aveva ancora visitato la città sulla Senna, era tuttavia ben consapevole della bellezza e dell'eleganza delle demoiselles francesi, per la cui istruzione era d'obbligo una visita nei centri della cultura europea, come Vienna e San Pietroburgo.
Una di queste eleganti signore, splendidamente vestita, intenta a guardarsi allo specchio e circondata da gioielli e profumi, comparve sulla copertina della prima edizione per pianoforte della polka Die Pariserin.
Non si può escludere che la destinataria del lavoro sia stata proprio una di queste avvenenti parigine, anche se non si hanno informazioni al riguardo di incontri galanti fra il trentaquattrenne Strauss, sempre pronto ad innamorarsi, con una qualche demoiselles.
Più probabilmente, a fornire lo stimolo a Strauss per la scrittura di Die Pariserin, fu l'invito che gli era stato rivolto per esibirsi in una serie di concerti a Parigi e Londra durante l'estate 1860 (un invito che tuttavia Strauss fu costretto a rifiutare a causa del suo impegno contrattuale a comparire per un periodo di cinque mesi presso il Padiglione Vauxhall a Pavlovsk, da maggio a fine ottobre).
Così, dopo aver effettuato i preparativi per il viaggio in Russia, il compositore si congedò del suo pubblico viennese domenica 6 maggio 1860 con una “Concerto d'addio” al casinò di Unger, nel sobborgo di Hernals. In questa occasione Johann condivise la direzione dell'Orchestra Strauss con suo fratello Josef, e incluse nel programma il suo nuovo pezzo, Die Pariserin, che il giornale teatrale Der Zwischenakt (13-10-1860) definì:
(Der Zwischenakt)